# Phellandrium divaricatum
Phellandrium divaricatum är en flockblommig växtart som beskrevs av Jean-Emmanuel Gilibert. Phellandrium divaricatum ingår i släktet Phellandrium och familjen flockblommiga växter. Inga underarter finns listade i Catalogue of Life.